# 角真也
角 真也（すみ しんや、1987年4月2日 - ）は、日本の俳優、声優、タレント。大阪府出身。MC企画、劇団しし座所属。ツー関西、SPICY BOYS with Sugar Boyのメンバー。

## 人物
趣味・特技：株、プラモデル塗装
SPICY BOYS with Sugar Boyでのメンバーカラーは赤。

## 出演
太字はメインキャラクター。

### 舞台
- 劇団しし座
  - 40周年記念公演 第70回公演「エンドロールはお静かに」（2010年9月29日 - 10月1日、ワッハホール） - 魂 役[1]
  - 第71回公演「窓際のスフィンクス」（2011年9月2日 - 4日、テイジンホール） - 村田 役[2]
  - 第72回公演「かみさまのつくりかた」（2012年9月14日 - 16日、テイジンホール） - 鈴木兼好 役[3]
  - 第73回公演「ラムネと風船」（2013年10月4日 - 6日、テイジンホール） - 山田秋夫 役[4]
  - 第74回公演「中空のマリオネット」（2014年10月3日 - 5日、ABCホール） - カンダタ 役[5]
  - STUDY公演「草の駅」（2016年5月26日 - 29日、ヌーヴォー・スタシオン）
  - 第76回公演「そらにえがいた夢」（2016年10月28日 - 30日、HEP HALL）
  - 第77回公演「ゆびさきは ゆらめきの中へ」（2017年11月9日 - 12日、HEP HALL）
  - 第78回公演「家族会議はテレビの中で」（2018年11月9日 - 11日、HEP HALL）[6]
  - 第79回公演「理科室のラボアジェ～魂の共鳴は時空を超えて～」（2019年11月8日 - 10日、HEP HALL）[7]
  - 51周年記念公演Vol.2「話がちがう！」（2021年11月3日 - 7日、ヌーヴォー・スタシオン）[8]
  - 第80回公演「ヒーロー、道に迷う」（2022年11月18日 - 20日、ABCホール）[9]
  - 第81回公演「断定はウソをつく」（2023年11月3日 - 5日、ABCホール）[10]
  - 第82回公演「夜明け間際にフルコース」（2024年11月22日 - 24日、ABCホール）[11]
- 笑う門には福来る（新橋演舞場 / 博多座）
- 大阪新劇団協議会プロデュース公演「わが街・大阪ひがし」（2012年2月24日 - 26日、クレオ大阪東）[12]
- 大阪新劇フェスティバル40周年記念合同公演「血脈」（2013年3月29日 - 31日、ドーンセンター 7Fホール） - 佐藤久、記者1 役[13]
- 大阪新劇団協議会プロデュース公演「灯り」（2013年12月13日 - 15日、メイシアター 中ホール） - GHQの尋問する将校 役[14]

### テレビドラマ
- あなたのブツが、ここに 第5週（2022年9月、NHK総合） - 声の出演[15]
- 探偵ロマンス 第4話（2023年2月11日、NHK総合）[16]
- パーセント 第1話（2024年5月11日、NHK総合）[17] - ディレクター 役

### ウェブドラマ
- 欲望の街 第5・6話（2024年8月9日・10月25日、U-NEXT）[18]

### テレビ番組
- ごごナマ 助けて！きわめびと（NHK総合） - 再現VTR
- サタデープラス（毎日放送） - 再現VTR
- 八方・今田のよしもと楽屋ニュース（朝日放送） - アテレコ
- 情報・ニュースとりどり「ゲツ→キン・特集 キュンコレ！」（eo光テレビ） - リポーター
- 私、地獄を見ました（2018年7月3日、関西テレビ） - 再現VTR[19]
- もしものマネー道 もしマネ（2022年9月11日・11月6日、テレビ大阪） - 再現VTR[20][21]
- 日経スペシャル 関西リーダー列伝（2025年5月25日、テレビ大阪）[22]

### ウェブ番組
- Obey Me! The Boys in the House（2021年4月9日 - 7月3日、YouTube）[23]
- いつかの君と。トレンディ飯（cookpadLive・NATSLIVE） - ツー関西として出演
- Midnight Snack: Blood & Stories（2025年5月29日 - 、YouTube）[24]

### ウェブアニメ
- Obey Me! The Anime（サタン）
  - Season 1（2021年）[25]
  - Season 2（2022年）[26]

### ゲーム
- Obey Me! シリーズ（サタン）
  - Obey Me!（2019年）[27]
  - Obey Me! Nightbringer（2023年）[28]

### オーディオドラマ
- Obey Me! シリーズ（サタン）
  - Arcadia「助けてルシファー」（2020年）
  - Are You Ready?「マモンと猫」（2020年）
  - Read My Heart「最悪な読書」（2020年）
  - Passion「どうしても、あまのじゃく！」（2021年）
  - It's My Party / Eternal「It's サプライズパーティ」（2021年）
  - Question Love「シメオンは機械音痴」（2022年）
  - On Your Way / With You「金と魂の漂流」（2022年）
- Ex and Bee: Nightfall's Coven（ブロドグリム・ブラッドリーヴ[29]）
  - Season 1（2024年）
    - A Secret Session with Blod（2024年）

  - Season 2「The Silent Siren」（2025年）

### ドラマCD
- Spicy Café -スパイシーカフェ-（海淵虎上）
  - Vol.1 - 4（2021年 - 2022年）
  - Season2（2023年）

### ラジオ
※はインターネット配信。
- ニュース（ラジオ大阪）
- びわ☆VIVA！びわりん（FM千里）
- 2時コレ！（FM千里）
- HOP STEP 甲子園（FMひらかた） - リポーター
- R-CM（FM滋賀）
- 響け、長崎の鐘（2015年8月9日、NHK第1）
- Otaku FM（YouTube※） - ゲスト
  - レヴィアタン先生のOtaku FM 第5回（2021年2月24日）
  - Otaku FM Anime and Chill 第6・12回（2021年10月1日・12月31日）
  - Otaku FM Anime and Chill 2 第4回（2022年9月2日）
- FMシアター「ハハゴコロ」（2023年1月14日、NHK-FM）[30]
- Ex and Bee in 5min Quick Cast Talk（2024年10月10日 - 11月19日、BOOTH※）

### CM
- PRODUCE 101 JAPAN「2019年 PRODUCE 101 JAPAN始動！」（2019年4月） - ナレーション[31]
- 関西電気保安協会 その道のプロ集団がいる - 保安太郎 役
  - 「漏電篇」「初現場篇」（2020年3月）
  - 「作詞作曲篇」「許せないこと篇」（2021年3月）
  - 「ネコ動画（怖）篇」「緊急出動篇」（2022年2月）
  - 「ニセ調査員篇」「設備の声篇」（2023年3月）[32]
  - 「UFO篇」「三本の矢篇」（2024年3月）[33]
  - 「ホンマにくるんや篇」「誰がオフに？篇」（2025年3月）
- シマコーポレーション「何でも揃う編」「職人やったら編」「仕事終わりに編」（2022年8月、ラジオCM） - 中井 役[34]
- イチネンホールディングス「発表会篇」（2023年10月 - 2024年3月） - パパ 役[35]
- SHIONOGIグループ「ING篇」（2024年3月） - ナレーション[36]

### イベント
- 第1回大阪演劇見本市（2021年9月29日、大阪市中央公会堂 3階中集会室） - 総合司会[37]
- HONEY CHEERS!! 特別編（2024年1月28日、エンターテイメントスペースRELATION） - ツー関西として出演[38]
- 120 -俺たちは2時間で終わらせられるのか-（2025年3月22日、ALte HALL） - ツー関西として出演[39]
- 120#2 -俺たちは2時間で終わらせられるのか-（2025年5月31日、NLC新大阪8号館） - ツー関西として出演[40]

## ディスコグラフィ

### キャラクターソング
| 発売日   | 商品名                 | 歌                                           | 楽曲                    | 備考                                                       |
| 2021年   | 2021年                 | 2021年                                       | 2021年                  | 2021年                                                     |
| -------- | ---------------------- | -------------------------------------------- | ----------------------- | ---------------------------------------------------------- |
| 10月11日 | Obey Me! The Album     | サタン（角真也）                             | 「Read My Heart」       | ゲーム『Obey Me!』関連曲                                   |
| 2022年   |                        |                                              |                         |                                                            |
| 08月19日 | On Your Way / With You | Obey Me! Boys                                | 「On Your Way」         | Webアニメ『Obey Me! The Anime Season 2』エンディングテーマ |
| 08月19日 | On Your Way / With You | Obey Me! Boys                                | 「With You」            | Webラジオ『Otaku FM Anime and Chill 2』エンディングテーマ  |
| 2023年   |                        |                                              |                         |                                                            |
| 01月16日 | Obey Me! The Album 2   | Obey Me! Boys                                | 「It's My Party」       | Webアニメ『Obey Me! The Anime』エンディングテーマ          |
| 01月16日 | Obey Me! The Album 2   | Obey Me! Boys                                | 「Eternal」             | Webラジオ『Otaku FM Anime and Chill』エンディングテーマ    |
| 01月16日 | Obey Me! The Album 2   | ルシファー（山下和也）、サタン（角真也）     | 「Passion」             | ゲーム『Obey Me!』関連曲                                   |
| 01月16日 | Obey Me! The Album 2   | サタン（角真也）、ベルフェゴール（大西哲史） | 「Take It Easy」        | ゲーム『Obey Me!』関連曲                                   |
| 03月24日 | Devil's Way            | Obey Me! Boys                                | 「Devil's Way」         | ゲーム『Obey Me! Nightbringer』オープニングテーマ          |
| 10月28日 | Spooky Night Parade    | Obey Me! Boys                                | 「Spooky Night Parade」 | ゲーム『Obey Me! Nightbringer』関連曲                      |
| 12月18日 | Magic Moment           | Obey Me! Boys                                | 「Magic Moment」        | ゲーム『Obey Me! Nightbringer』関連曲                      |
| 2024年   |                        |                                              |                         |                                                            |
| 04月21日 | Anniversary            | Obey Me! Boys                                | 「Anniversary」         | ゲーム『Obey Me! Nightbringer』関連曲                      |
| 11月26日 | The Seven Rulers       | Obey Me! Boys                                | 「The Seven Rulers」    | ゲーム『Obey Me! Nightbringer』関連曲                      |
| 2025年   |                        |                                              |                         |                                                            |
| 06月27日 | Addictive Love         | Obey Me! Boys                                | 「Addictive Love」      | ゲーム『Obey Me!』関連曲                                   |
| 06月27日 | Ritual                 | Obey Me! Boys                                | 「Ritual」              | ゲーム『Obey Me!』関連曲                                   |

### ユニットメンバー
1. 1 2 3 4 5  ルシファー（山下和也）、マモン（古林裕貴）、レヴィアタン（加田智志）、サタン（角真也）、アスモデウス（ミウラアイム）、ベルゼブブ（矢口恭平）、ベルフェゴール（大西哲史）